# Icosaèdre métabidiminué
Pour les articles homonymes, voir J62.
L'icosaèdre métabidiminué est un polyèdre faisant partie des solides de Johnson (J62). Comme le nom l'indique, il peut être construit en diminuant doublement un icosaèdre en détachant deux pyramides pentagonales (J2).  
Les 92 solides de Johnson ont été nommés et décrits par Norman Johnson en 1966.